# Giuseppe Madonia (1946)
Giuseppe Madonia, detto Piddu (Vallelunga Pratameno, 18 dicembre 1946), è un mafioso italiano, considerato uno tra i più potenti e sanguinari boss mafiosi di Cosa nostra. Secondo il collaboratore di giustizia Antonino Calderone, era soprannominato anche "Piddu chiacchiera" a causa della sua loquacità.

## Biografia
Ufficialmente imprenditore edile, è figlio di Francesco Madonia (da non confondere con l'omonimo boss palermitano), capo della Famiglia di Vallelunga Pratameno legato a Totò Riina che venne ucciso lungo la strada provinciale Falconara-Riesi il 16 marzo 1978 su ordine di Giuseppe Di Cristina e Giuseppe Calderone, a loro volta uccisi qualche mese dopo dai "Corleonesi" di Totò Riina. Secondo le dichiarazioni di Antonino Calderone e Leonardo Messina, Madonia subentrò al padre ucciso alla guida della cosca e nel 1982 divenne il rappresentante provinciale di Caltanissetta per Cosa nostra e vice rappresentante regionale nella "Commissione interprovinciale" (la cosiddetta "Cupola") dopo gli omicidi di Di Cristina e di Francesco Cinardo (potente boss di Mazzarino legato a Calderone e a Stefano Bontate).
Il 9 ottobre 1983 Madonia venne raggiunto da un mandato di cattura per associazione mafiosa firmato dal giudice istruttore Giovanni Falcone perché accusato di controllare il racket dei sub-appalti di opere pubbliche in tutta la Sicilia insieme al suo socio Salvatore Polara (che nominò capo della Famiglia di Gela); tuttavia Madonia venne avvertito da una telefonata dell'arrivo dei carabinieri e si diede alla latitanza.
Nel 1988, dopo l'omicidio di Salvatore Polara (massacrato insieme alla moglie e ai figli), Madonia si servì del boss Antonio Rinzivillo e dei suoi sgherri per scatenare una guerra contro i clan emergenti della "Stidda" di Gela che gli contendevano la gestione dei sub-appalti per la costruzione della diga Disueri: entrambe le fazioni in guerra assoldarono addirittura ragazzini minorenni come killer e tra il 1987 e il 1990 avvennero oltre cento omicidi nella sola Gela, che seminarono morte e terrore in tutta la popolazione e culminarono nella cosiddetta «strage di Gela» (27 novembre 1990), in cui quattro agguati scattati simultaneamente in diversi punti della città provocarono otto morti e undici feriti.

### L'arresto
La mattina del 6 settembre 1992 Madonia venne arrestato dopo nove anni di latitanza. Venne fermata una Mercedes a Ponte di Costozza, dove all'interno si trovava, tra gli altri, anche Madonia. In quei giorni era ospitato in una villetta a Costozza (frazione di Longare, in provincia di Vicenza) da Salvatore Galleria, cognato di suo cognato anch'egli arrestato per favoreggiamento: l'operazione venne condotta dagli uomini del Servizio Centrale Operativo della Polizia di Stato guidati da Antonio Manganelli seguendo le indicazioni del neo-collaboratore di giustizia Leonardo Messina; Madonia tentò inutilmente di mostrare agli agenti i suoi documenti falsi intestati ad un medico chirurgo di Caltanissetta ma alla fine non oppose resistenza. Si trattò del primo boss della "Cupola" arrestato dopo le stragi di Capaci e via d'Amelio e da allora si trova detenuto in regime di 41 bis.

### Operazione "Leopardo"
La notte del 17 novembre 1992 scattò in diverse regioni italiane l'operazione "Leopardo" con l'esecuzione di duecentotre mandati di cattura e di altri centosei avvisi di garanzia per associazione a delinquere di stampo mafioso, estorsione e voto di scambio, che colpirono le varie articolazioni del clan guidato da "Piddu" Madonia nei comuni della provincia di Caltanissetta ed Enna e in Lombardia, Piemonte, Lazio e Calabria. 81 dei 203 ordini di arresto colpirono soggetti già detenuti (tra cui lo stesso Madonia) mentre quarantacinque destinatari dei mandati erano già latitanti o si diedero alla macchia: si trattò del più grande blitz antimafia dai tempi dell'operazione "San Michele", la maxi-retata del 29 settembre 1984 seguita alle confessioni di Tommaso Buscetta. L'operazione, coordinata dal Procuratore capo della Repubblica di Caltanissetta, Giovanni Tinebra, dai dirigenti dello SCO, Achille Serra ed Antonio Manganelli e dal questore di Caltanissetta Vittorio Vasquez, si basava sulle dichiarazioni di Leonardo Messina e Paolo Severino (ex mafioso di Enna) e causò scalpore a causa dell'incriminazione dei noti deputati (nazionali e regionali) Rudy Maira, Silvio Coco, Gianfranco Occhipinti, Filippo Butera e Antonino Cicero, accusati di aver ricevuto voti dal clan Madonia in cambio di favori e appalti. Alcuni giorni dopo il maxi-blitz si suicidarono due degli indagati: l'imprenditore Paolino Arnone (accusato di essere il capomafia di Serradifalco), e l'avvocato penalista nisseno Salvatore Montana, storico difensore di Madonia che aveva ricevuto una comunicazione giudiziaria a seguito delle accuse di Messina.

### Il carcere, ipentitie i contatti con l'esterno
Nel novembre 1998 il ROS dei Carabinieri portò a termine l'operazione "Grande Oriente" con quarantasette arresti di fiancheggiatori del boss latitante Bernardo Provenzano, tra cui anche Giovanna Santoro e Maria Stella Madonia, rispettivamente moglie e sorella di "Piddu" Madonia che nonostante il 41 bis, attraverso loro, continuava a mantenere rapporti con l'esterno; l'operazione fu resa possibile grazie alle "soffiate" di Luigi Ilardo (cugino di primo grado di Madonia e suo sostituto come reggente della provincia nissena) che dall'ottobre del 1993 e fino alla morte nel 1996, quando i sicari della mafia lo freddarono a Catania, aveva fornito indicazioni preziose sull'organizzazione del cugino e dei suoi stretti collegamenti con Provenzano.
Nel 1999 Calogero Pulci (ex assessore comunale di Sommatino nonché braccio destro ed autista di Madonia durante la sua latitanza) iniziò a collaborare con la giustizia: tra gli altri, accusò "Piddu" Madonia di far parte di una struttura segreta composta anche da «uomini politici e personaggi delle istituzioni» ed affermò addirittura che nel 1991 il boss nisseno avrebbe incontrato Marcello Dell'Utri a Milano per discutere di appalti. Tuttavia Pulci venne smentito da altri collaboratori, i quali affermarono che le sue dichiarazioni erano una manovra per depistare gli inquirenti ed inquinare le prove; infatti Pulci venne processato per aver calunniato l'ex funzionario di polizia Bruno Contrada (che accusò falsamente di aver favorito la latitanza di Madonia e Nitto Santapaola) ma venne assolto mentre nel processo "Borsellino quater" ebbe una condanna per calunnia perché le sue dichiarazioni avevano determinato la condanna all'ergastolo nei confronti di un innocente ingiustamente accusato di aver compiuto la strage di via d'Amelio.
Nel 2002 Madonia figurò tra i boss detenuti che manifestarono la loro disponibilità a "dissociarsi" da Cosa nostra in cambio di sconti di pena e carcere meno duro, proposta che però venne rifiutata. Nello stesso anno iniziò a collaborare con la giustizia anche Ciro Vara, prestanome e fiancheggiatore di Madonia nonché suo sostituto alla guida del mandamento di Vallelunga Pratameno, che rese dichiarazioni su numerosi delitti e, soprattutto, confessò il suo coinvolgimento nel sequestro del piccolo Giuseppe Di Matteo.
Nel 2009 un'altra operazione dei Carabinieri portò in carcere 24 mafiosi della provincia di Caltanissetta tra cui la moglie di Madonia, Giovanna Santoro, la sorella del boss, Maria Stella e il cognato Francesco Lombardo, accusati di portare gli "ordini" del loro congiunto fuori dal carcere e di reinvestire il patrimonio accumulato in due società nissene di scommesse sportive, che avevano ottenuto le autorizzazioni necessarie grazie all'intervento presso i Monopoli di Stato dell'imprenditore catanese Antonio Padovani, pure lui arrestato.
Nel 2010 Madonia venne raggiunto da un'ordinanza di custodia cautelare in carcere nell'ambito dell'operazione denominata "Doppio Colpo", condotta dai Carabinieri e dalla Guardia di Finanza di Caltanissetta, che portò all'arresto di quattordici persone per associazione mafiosa, illecita concorrenza con violenza e minaccia, associazione a delinquere e frode in pubbliche forniture, e al sequestro di sette aziende siciliane operanti nel settore del movimento terra: secondo la ricostruzione dell'accusa, la Calcestruzzi S.p.A. di Bergamo, con l'appoggio determinante di Madonia e di altri boss mafiosi, avrebbe assunto negli anni il monopolio nella fornitura di calcestruzzo in Sicilia, cedendo appunto a Cosa Nostra a titolo di "pizzo" i maggiori profitti realizzati frodando i propri clienti con la vendita di cemento depotenziato.
Nel gennaio 2014 l'operazione denominata "Fenice", condotta dalla Squadra Mobile di Caltanissetta e che ha portato all'arresto di sei mafiosi di Niscemi e Gela, ha dimostrato che il consuocero di Madonia, Alessandro Barbieri (storico "uomo d'onore" di Gela), dopo essere stato scarcerato nel 2011 non solo aveva assunto la reggenza del mandamento gelese ma anche quella di tutta la provincia nissena, in sostituzione del parente detenuto.
Nel 2016 Madonia, sentito come testimone in videoconferenza nel corso del processo "Borsellino quater", è tornato a negare qualsiasi coinvolgimento nelle stragi di Capaci e via d'Amelio: "Io sono stato assolto per la strage di via D'Amelio e condannato per la strage di Capaci. Ad accusarmi erano sempre gli stessi pentiti, Ciro Vara e Leonardo Messina. Io pensavo che Vara, quando si pentì, iniziasse a dire la verità, invece si è accodato a tutti gli altri e diceva che sulle stragi del '92 non potevo non sapere. Ma lui sa la verità, e sa che io ero furioso quando venni a conoscenza di questi fatti, circostanza che venne confermata anche da Calogero Rinaldi, un pentito di San Cataldo."

## Sentenze

La strage di Capaci (23 maggio 1992)

- Nel 1997 Madonia venne condannato all'ergastolo in primo grado come mandante della strage di Capaci (in cui rimasero uccisi il giudice Giovanni Falcone, la moglie Francesca Morvillo e gli agenti della scorta Vito Schifani, Rocco Dicillo e Antonio Montinaro) in quanto membro della "Cupola regionale" di Cosa nostra[48]: ad inchiodarlo, le dichiarazioni del collaboratore di giustizia Leonardo Messina il quale affermava che il boss nisseno avrebbe partecipato nel settembre-ottobre 1991 a delle riunioni di vertice nelle campagne di Enna in cui venne deciso l'attentato[49][50].
- Nel 1999, Madonia fu ergastolano in primo grado insieme a Bernardo Provenzano, Pippo Calò, Raffaele Ganci e Nitto Santapaola nel terzo processo per la strage di via d'Amelio (denominato "Borsellino ter") in cui persero la vita il giudice Paolo Borsellino e gli agenti della scorta Emanuela Loi, Walter Eddie Cosina, Claudio Traina, Vincenzo Li Muli e Agostino Catalano[51]. Il 9 luglio 2003 lo stralcio del Borsellino ter e parte del procedimento per la strage di Capaci, entrambi rinviati dalla Cassazione alla Corte d'assise d'appello di Catania, vennero riuniti in un unico processo perché avevano imputati in comune[52]: nel corso di questo nuovo procedimento, vennero ascoltati in aula i nuovi collaboratori di giustizia Calogero Pulci e Ciro Vara, ex fedelissimi di "Piddu" Madonia che confermarono la sua partecipazione alle riunioni della "Cupola regionale" in cui vennero decise le stragi[53]; per queste ragioni, nel 2006 Madonia venne condannato all'ergastolo per entrambe le stragi[54][55], sentenza divenuta definitiva nel 2008[56].

La strage di Via D'Amelio (19 luglio 1992)

- Nel febbraio 2010 Madonia venne condannato ad un altro ergastolo, insieme ai boss Salvatore Riina, Gaetano Leonardo e Giacomo Sollami, come mandanti di tre delitti avvenuti in provincia di Enna tra gli anni '80-'90: l'omicidio di Giovanni Mungiovino, capomafia ennese e politico della DC ucciso nel 1983 perché si era opposto all'ascesa dei Corleonesi;  quello dell'imprenditore Giuseppe Cammarata, scomparso nel 1989 per punire uno sgarro; di Salvatore Saitta, capoclan di Barrafranca ucciso per vendetta nel 1992[57].
- Sempre nel 2010, la Corte di Cassazione confermò l'ergastolo nei confronti di Madonia e Francesco La Quatra (mafioso di Sommatino) in qualità di mandanti e dei killer gelesi Antonio Rinzivillo e Pasquale Trubia come esecutori materiali dell'omicidio di Francesco Iannì, capomafia sommatinese ucciso nei pressi della sua abitazione in contrada Niscima a Caltanissetta nel settembre 1990[58]: secondo le dichiarazioni dei collaboratori di giustizia Ciro Vara, Salvatore Ferraro e Calogero Pulci (che ricevettero condanne più lievi per essersi autoaccusati di aver avuto un ruolo nel delitto), Iannì venne ucciso perché ritenuto esponente della vecchia mafia che si opponeva all'avvento nel nisseno dei Corleonesi di Riina, di cui Madonia era espressione[59].
- Nel novembre 2013 la Corte d'assise di Milano comminò un nuovo ergastolo a Madonia e al boss gelese Antonio Rinzivillo come organizzatori dell'omicidio di Gaetano Carollo, mafioso palermitano ucciso a Liscate (provincia di Milano) il 1º giugno 1987 utilizzando killer gelesi per fare un "favore" a Totò Riina, in base alle accuse dei collaboratori di giustizia Giovanni Brusca, Ciro Vara e Calogero Pulci.[60]
- Nel 2017 la Corte d’Assise di Catania, presieduta dal giudice Rosa Anna Castagnola, condannò all'ergastolo Giuseppe "Piddu" Madonia e Vincenzo Santapaola (nipote di Nitto) come mandanti dell'omicidio di Luigi Ilardo, che avvenne la sera del 10 maggio 1996 in via Quintino Sella a Catania[61]: Ilardo, cugino di Madonia, era diventato confidente del colonnello Michele Riccio che, grazie a lui, arrestò diversi latitanti e lo stava portando al covo di Bernardo Provenzano[62]; la sentenza venne confermata in appello[63] e in Cassazione[64].
- Nello stesso anno, la Corte d'assise d'appello di Caltanissetta condannò a trent'anni di reclusione Piddu Madonia e i gelesi Alessandro Barbieri e Salvatore Burgio come mandanti ed organizzatori di tre omicidi avvenuti a Niscemi tra la fine degli anni '80 e gli anni '90: quelli dell’imprenditore Francesco Pepi, ucciso il 14 febbraio del 1989 perché si era opposto all'imposizione del "pizzo", e quelli di Giuseppe Vacirca e Gaetano Campione, entrambi eliminati nel 1990 perché appartenenti alla "Stidda" niscemese, avversaria di Cosa Nostra[65].

### Assoluzioni
- Nel 1998 Madonia è stato assolto nel processo-bis per l'omicidio del procuratore Antonino Scopelliti (ucciso a Piale, frazione di Villa San Giovanni, nel 1991), nel quale era accusato di essere uno dei mandanti in quanto membro della "Cupola regionale"[66].
- Nel 2010, Madonia venne assolto dall'accusa di avere ordinato la soppressione di Francesco e Mariano Seggio, padre e figlio mafiosi di Valguarnera scomparsi nel nulla nell'aprile 1990[67].
- Nel 2014 la Corte d'Assise di Caltanissetta condannò nuovamente Madonia all'ergastolo come mandante e gli esponenti della "famiglia" di Campofranco Salvatore Termini (detto "Giuvannazzu") e Domenico Vaccaro (detto "Mimì") come esecutori materiali dell'omicidio di Giuseppe Ricottone, indiziato mafioso, ucciso con una fucilata a Milena il 2 maggio 1990 perché aveva espresso giudizi pesanti sulla reputazione dell'ex boss di Campofranco Nino La Mattina[68]. La sentenza venne tuttavia annullata dalla Cassazione nel 2015, che assolse tutti gli imputati dall'accusa[69][70].